# بولونی-بیانکور
بخش بولونی-بیانکور (به فرانسوی: [Boulogne-Billancourt [bulɔɲ bijɑ̃kuʁ) یک کمون فرانسوی در او-دو-سن، در ناحیۀ ایل-دو-فرانس و کلان‌شهر پاریس بزرگ با جمعیت ۱۲۰,۲۰۵ نفر است که در کشور فرانسه واقع شده.